# Шпагети Карбонара
Карбонара (ита:[karboˈnaːra]) је италијанска врста пасте пореклом из околине Рима. Прави се користећи јаја, тврди сир, димљено месо и бибер. Јело је са оваквим називом и формом настало средином 20. века.
Од сирева најчешће се користи Пекорино, Пармезан или комбинација та два. Шпагети су најчешћи облик тестенине. Од димљеног меса се користи димљена сланина или панчета.

## Порекло и историја
Као и код многих рецепата, порекло овог јела и његовог имена су оскудни, али верује се да потиче из регије Лацио. Први пут се у широј јавности појављује 1950. када је описано у италијански новинама La Stampa као јело омиљено међу америчким официрима који су били у Италији и Риму за време Другог светског рата.

## Припрема
Шпагети се прокувају у благо посољеној води, док се сланина испржи на тигању у сопственој масти. Смеса јаја, сецканог сира и бибера се помеша са куваним шпагетама. Додаје се сланина и онда све заједно стави на тигањ где се ствара кремаст сос са комадићима сланине. По неким рецептима користи се само жуманце, а по некима и беланце, док се у некима још додаје и броколи, црни лук, бели лук и печурке.